# Byblis (grekisk mytologi)
Byblis var i grekisk mytologi dotter till Miletos, den mytiske grundaren av staden med samma namn och syster till Kaunos. Hon älskade sin bror brottsligt och hopplöst, och kastade sig därför utför ett berg och förvandlades till en hamadryad.